# جيم جريكو
جيم جريكو (بالإنجليزية: Jim Greco)‏ هو متزلج لوحي أمريكي، ولد في 25 ديسمبر 1977 في نيو هيفن في الولايات المتحدة.